# بی ستلمنت (ویسکانسین)
بی ستلمنت (به انگلیسی: Bay Settlement) یک منطقهٔ مسکونی در ایالات متحده آمریکا است که در اسکات واقع شده‌است. بی ستلمنت  ۲۲۳٫۱۲ متر بالاتر از سطح دریا واقع شده‌است.